# Hiperostosis esquelética idiopática difusa
La hiperostosis esquelética idiopática difusa o DISH, por sus siglas en inglés (Diffuse Idiopathic Skeletal Hyperostosis), también llamada enfermedad de Forestier-Rotés, espondilitis anquilosante senil o hiperostosis anquilosante, es una entidad médica caracterizada por calcificaciones y formación de hueso anormales (hiperostosis) en los tejidos blandos adyacentes a las articulaciones de la columna y, en menor medida, del esqueleto periférico o apendicular. En la columna se produce formación de hueso a lo largo del ligamento longitudinal anterior y, a veces, del ligamento longitudinal posterior, lo que puede resultar en una fusión parcial o total de las vértebras contiguas. Las carillas vertebrales y las articulaciones sacroilíacas no suelen afectarse. La afectación más frecuente se da en la columna dorsal o torácica. En el esqueleto periférico, el DISH se manifiesta como una entesopatía calcificante, con formación de hueso patológica en las uniones de los ligamentos y tendones con el hueso (entesis).

## Signos y síntomas
La mayoría de las personas con DISH son asintomáticas, siendo los hallazgos radiográficos normalmente incidentales.
En algunas, sin embargo, los hallazgos de la radiografía sí pueden corresponderse con síntomas, principalmente rigidez de espalda, limitación de la flexoextensión o dolor de espalda leve. Tanto el dolor de espalda como la rigidez pueden ser peor por la mañana. Excepcionalmente, los osteofitos grandes de la columna cervical anterior pueden afectar al esófago o la laringe, causando dolor, disfagia o incluso disnea. De igual manera, se pueden producir calcificaciones y osificaciones similares en entesis periféricas, incluyendo el hombro, la cresta ilíaca, la tuberosidad isquiática, el trocánter mayor o menor, las tuberosidades isquiáticas, la rótula y huesos de la mano o el pie.

## Etiología
La causa exacta es desconocida, aunque podrían estar implicados factores mecánicos o dietéticos y el uso de ciertos medicamentos, como la isotretinoína, etretinato, acitretina y otros derivados de la vitamina A. Se ha establecido una correlación entre estos factores y la enfermedad de Forestier-Roté, pero no se ha probado causa o efecto. La característica radiológica distintiva de la DISH es la calcificación continua linear a lo largo de la cara anteromedial de la columna torácica. Esta patología se suele encontrar en mayores de 60 años, siendo extremadamente rara en menores de 50. Se puede extender a cualquier articulación del cuerpo, afectando el cuello, los hombros, costillas, caderas, pelvis, rodillas, tobillos y manos. La enfermedad no es fatal, aunque asocia complicaciones que pueden llevar a la muerte, entre las que se incluyen parálisis, disfagia y neumonías.
Aunque la DISH se manifiesta de una forma similar a la espondilitis anquilosante (EA), son entidades diferentes. La EA es una enfermedad genética con marcas identificables; tiende a empezar en la adolescencia o en adultos jóvenes; afecta mayoritariamente a la columna lumbar, y puede tener afectación orgánica. La DISH, en cambio, no presenta causa genética, y no compromete a los órganos, con la excepción de los pulmones, cuya afectación es indirecta debida a la fusión de la caja torácica.
El tratamiento prolongado para el acné con retinoides derivados de vitaminas, como el etretinato o la acitretina, se ha asociado con hiperostosis extraespinal. 

## Diagnóstico
La DISH se diagnostica mediante estudio radiográfico de la espalda, que mostrará formación de hueso anormal (osificación) en el ligamento longitudinal anterior de la columna. Los discos intervertebrales, las carillas de las vértebras y las articulaciones sacroilíacas no se ven afectados. El diagnóstico requiere que exista osificación confluente de, al menos, cuatro cuerpos vertebrales contiguos. Clásicamente, la enfermedad avanzada puede presentar una apariencia de "cera de vela derretida" en los estudios radiográficos. En algunos casos, la enfermedad se puede manifestar como una osificación de las entesis en otras partes del esqueleto.

La calcificación y la osificación son más frecuentes en el lado derecho de la columna. En personas con dextrocardia y situs inversus, esta calcificación ocurre en el lado izquierdo.

Ejemplos de DISH
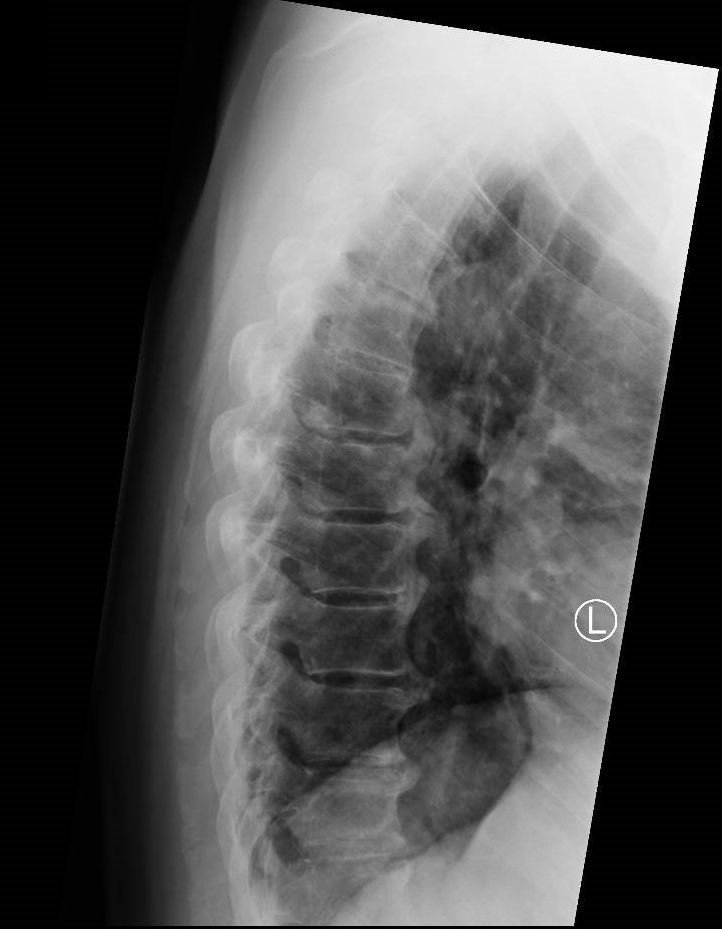
Osificación confluente de varios cuerpos vertebrales contiguos en la hiperostosis esquelética idiopática difusa (DISH).
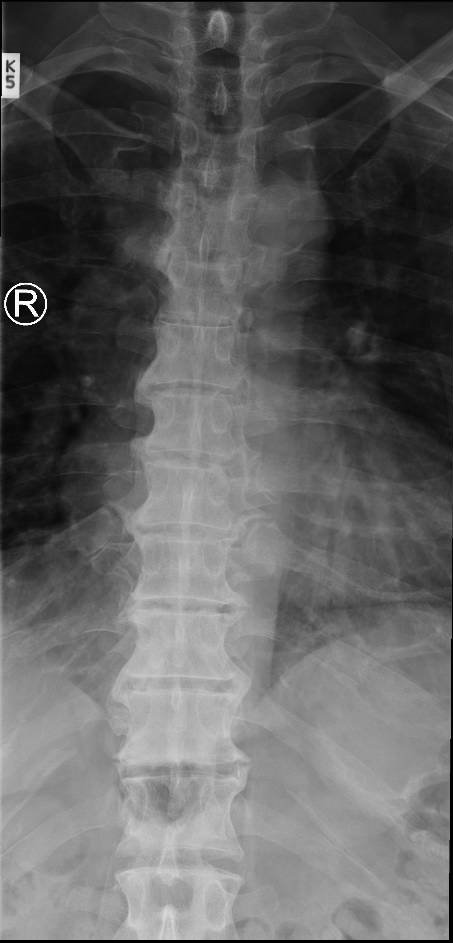
Apariencia de "cera de vela derretida" de la calcificación y osificación en la DISH. Nótese la mayor afectación del lado derecho (a la izquierda de la imagen).
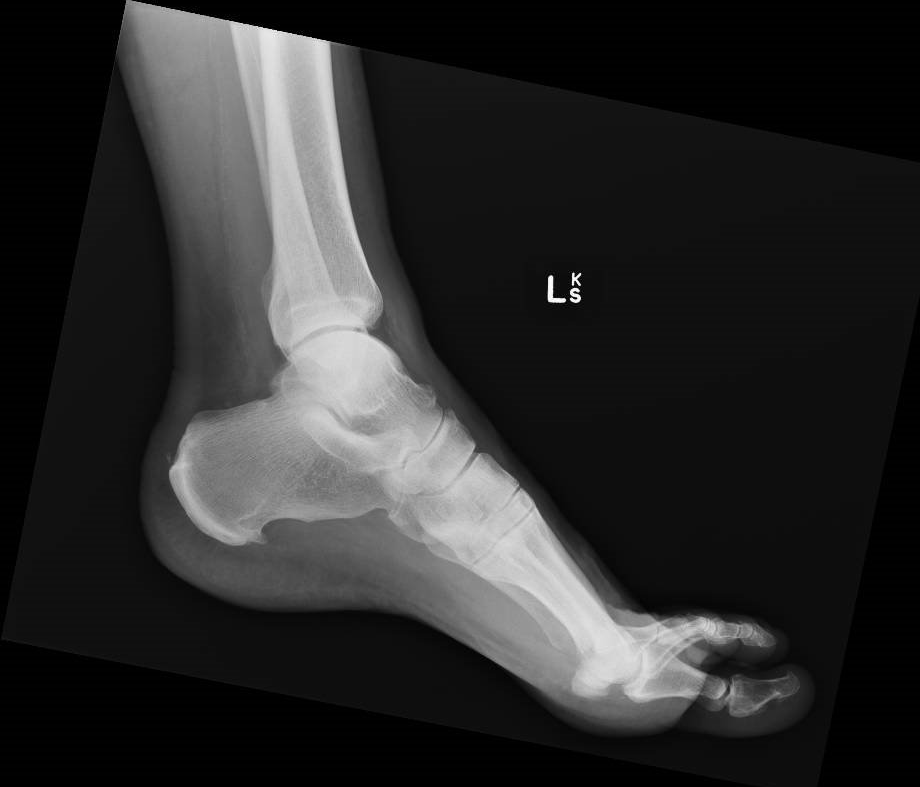
Calcificación ectópica y nueva formación ósea en DISH.
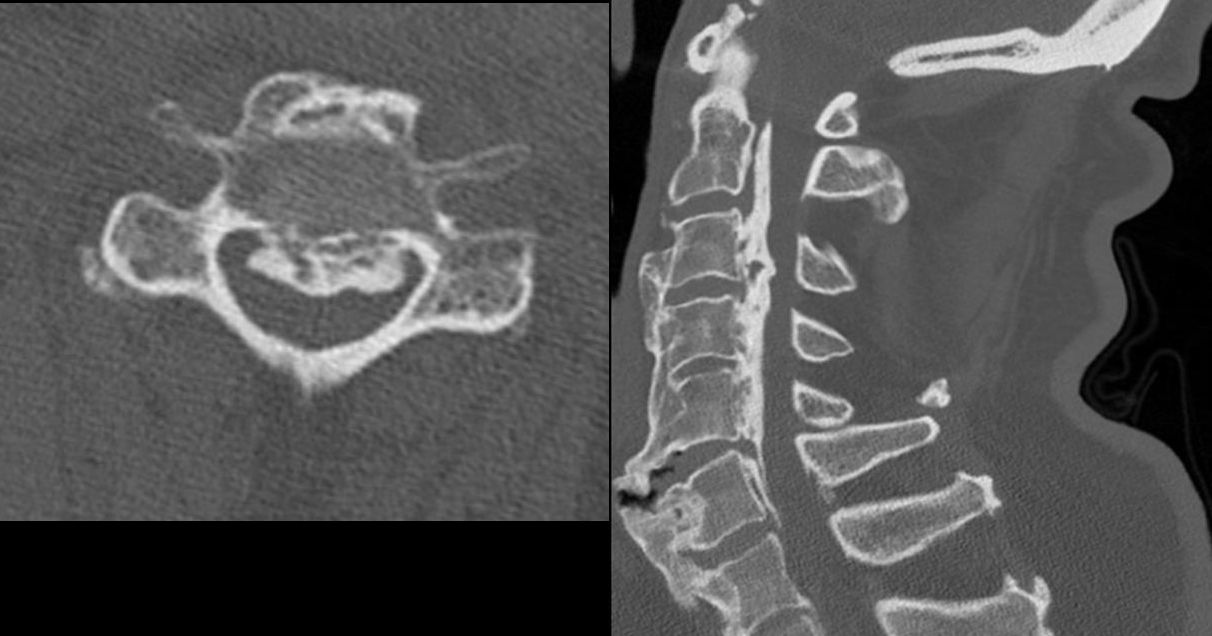
Osificación del ligamento longitudinal posterior en DISH.

## Tratamiento
Existe evidencia científica limitada para el tratamiento de la DISH sintomática.
El dolor y la rigidez se pueden tratar con medidas conservadoras, analgésicos (por ejemplo, AINEs) y fisioterapia.
En los casos extraordinarios donde la calcificación y la formación de osteofitos provocan síntomas focales graves, como la disfagia o el pinzamiento de un nervio, puede requerirse intervención quirúrgica.